# 紫竹藥業
北京紫竹藥業有限公司，簡稱紫竹藥業，屬於華潤集團旗下的華潤醫藥附屬公司，1969年建廠及成立，當時前身為北京第三製藥廠，主要業務生产计划生育用药、生殖健康用药、眼科制剂、普通治疗药物制剂、生物制品，其主要生產品牌「毓婷」，为左炔诺孕酮片。2000年，開始改股份制。
現時董事長及首席執行官尹栩颖。2008年，被華潤集團旗下的華潤醫藥收購。

## 外部連結
- 北京紫竹藥業有限公司 （页面存档备份，存于）